# TZ Fornacis
TZ Fornacis (HD 20301) är en dubbelstjärna belägen i mellersta delen av stjärnbilden Ugnen. Den har en kombinerad skenbar magnitud av ca 6,88 och kräver åtminstone en handkikare att kunna observeras. Baserat på parallax enligt Gaia Data Release 3 på ca 5,47 mas beräknas den befinna sig på ett avstånd av ca  596 ljusår (ca  183 parsec) från solen. Den rör sig bort från solen med en heliocentrisk radialhastighet av ca 18 km/s.

## Observation
År 1977 identifierade J. Andersen och B. Nordström HD 20301 som ett dubbelsidig spektroskopisk dubbelstjärna. Samma år fastställde E. H. Olsen att detta var en förmörkande dubbelstjärna som innehåller en åldrande jättestjärna. Detta gjorde det intressant för astronomer eftersom omloppselementen kunde användas för att mer exakt bestämma massan och radien för en utvecklad stjärna. De två stjärnorna har liknande massa och båda har utvecklats bort från huvudserien, vilket ger dem en förstorad radie. 
Omloppsplanet för systemet är nästan i linje med siktlinjen  från jorden, så med varje omloppsvarv ses komponenterna förmörka varandra med en omloppsperiod på 75,67 dygn. Dessa förmörkelser är dock grunda då ingen fullständig ockultation sker. Banan har cirkulerats av tidvattenkrafter mellan stjärnorna, men endast den mer massiva komponenten har fått sin rotation tidvattensynkroniserad med omloppsbanan. Systemet är helt frikopplat med ingen av komponenterna överskrider dess Roche-lob.

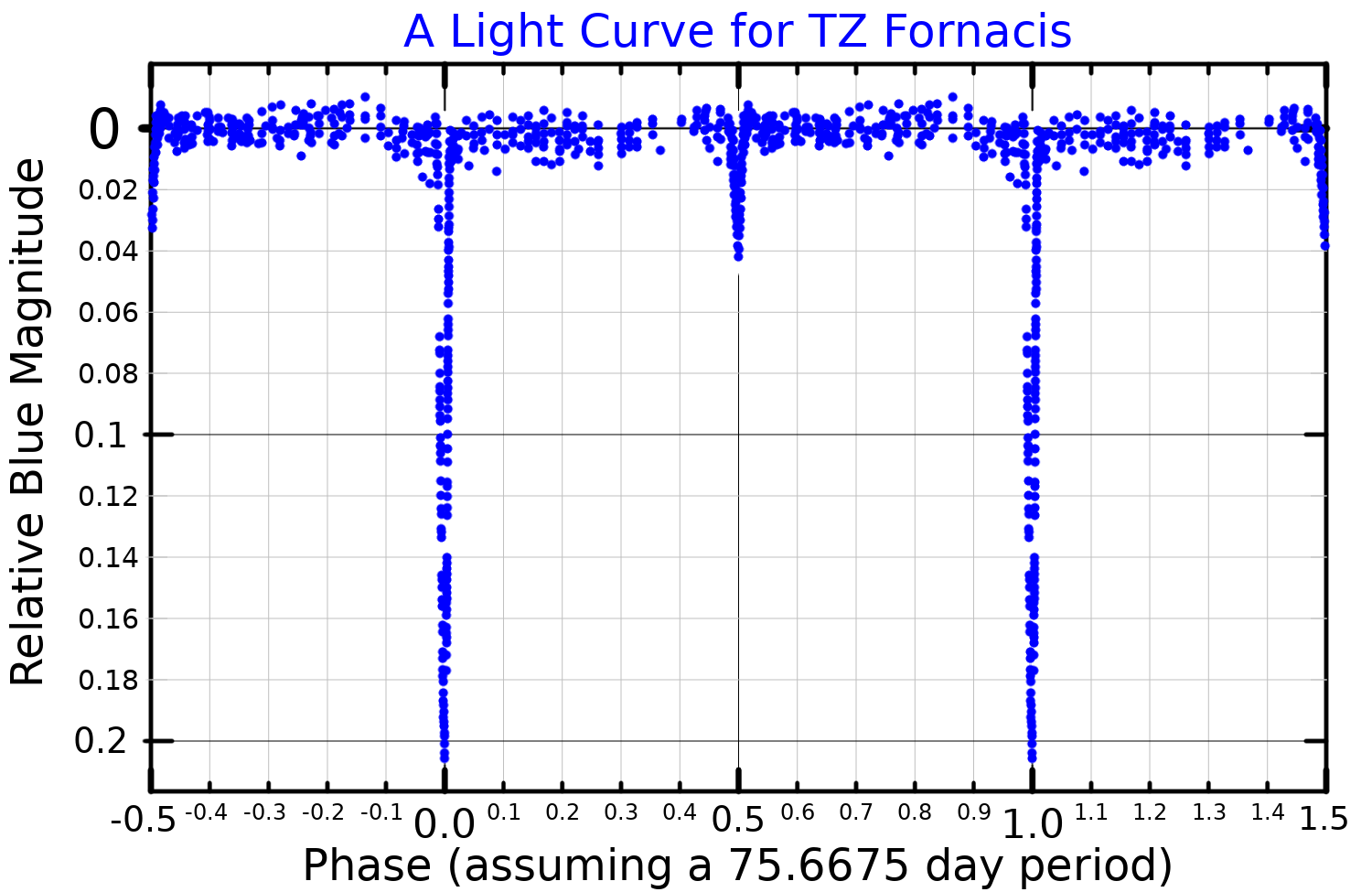
Ljuskurva i blåa bandet för TZ Fornacis, anpassad från Andersen et al.(1991)

## Egenskaper
Primärstjärnan TZ Fornacis 1 är en gul till vit jättestjärna av spektralklass G8 III. Den har en massa av ca 2,1 solmassor, en radie av ca 8,3 solradier och utsänder energi från dess fotosfär motsvarande ca 37 gånger solen vid en effektiv temperatur av ca 4&nbs900 K. Baserat på överskott av järn är metalliciteten hos denna stjärna i huvudsak densamma som i solen. 
Följeslagaren TZ Fornacis 2 är en vit jättestjärna av spektralklass F7 III. Den har en massa av ca 2,0 solmassor, en radie av ca 3,9 solradier och utsänder energi från dess fotosfär motsvarande ca 23 gånger solen vid en effektiv temperatur av ca 6&nbs700 K. Stjärnan är fortfarande tillräckligt liten för att dess rotationshastighet inte har påverkats nämnvärt av tidvatteninteraktion. Den har en relativt hög projicerad rotationshastighet på 46 km/s.